# Божидарка Фрајт
Божидарка Фрајт (Велика Жуљевица, код Новог Града, Краљевина Југославија, 11. новембар 1940) југословенска је глумица српског порекла.

## Приватни живот
Рођена је као Божидарка Грубљешић 1940. године у селу Велика Жуљевица код Новог Града под Козаром. Године 1942. за вријеме Козарачке офанзиве усташе су стрељале њену мајку Виду, а једногодишњу Божидарку заједно са хиљадама козарачке деце депортовали, прво у логор за децу у Сиску, а затим у прихватилиште Црвеног крста у Загребу.
Ту су је усвојили Катарина и Стјепан Фрајт, супружници без деце, који су је одгајили као своју ћерку и дали јој своје презиме. Тек је 1976. године сазнала своје право порекло, када ју је пронашла њена тетка Дара Грубљешић, првоборац са Козаре и испричала јој истину о њеном пореклу.
Божидарка данас живи у Загребу. Њена ћерка је Бојана Грегорић, хрватска глумица.

## Филмографија
| Год.  | Назив                          | Улога                   |
| ----- | ------------------------------ | ----------------------- |
| 1959. | Лакат као такав                |                         |
| 1960. | Боље је умети                  |                         |
| 1963. | Лицем у лице                   | Вера                    |
| 1965. | Денови на искушение            | Дафина                  |
| 1967. | Протест                        | Секретарица Иванка      |
| 1969. | Адам и Ева                     | Жена (као Божена Фрајт) |
| 1969. | Суморна јесен                  | Добра вила              |
| 1969. | Под новим крововима            |                         |
| 1970. | Плива Бебимикс „Пријатељ”      |                         |
| 1970. | Пуцањ                          |                         |
| 1970. |                                |                         |
| 1970. |                                | Walter's Mistress       |
| 1972. | Жива истина                    |                         |
| 1972. | Кипић                          |                         |
| 1974. | Ужичка република               | Нада                    |
| 1975. | Жена са крајоликом             |                         |
| 1975. | Муке по Мати                   | Маре                    |
| 1976. | Ужичка република (серија)      | Нада                    |
| 1976. | Кухиња (ТВ)                    | Моника                  |
| 1976. | Издаја                         |                         |
| 1976. | Вагон ли                       | Вера                    |
| 1977. | И тако даље (ТВ)               |                         |
| 1977. | Пуцањ                          | Савка Зорић             |
| 1977. | Алпенсага (серија)             | Словакиња               |
| 1978. | Мачак под шљемом ТВ серија     | Јања                    |
| 1978. | Љубица                         | Љубица                  |
| 1979. | Тодора                         |                         |
| 1979. | Свјетионик (ТВ серија)         | Ивина мајка             |
| 1981. | Ритам злочина                  | Зденка                  |
| 1981. | Снађи се, друже                | Јања                    |
| 1981. | Касно, натпоручниче!           |                         |
| 1981. | Високи напон                   | Соња Качар              |
| 1982. | Изјава                         |                         |
| 1984. | Пет мртвих адреса              |                         |
| 1985. |                                |                         |
| 1985. | Отац на службеном путу         | Докторова жена          |
| 1986. | Ја сам старински ормар (ТВ)    | Мира                    |
| 1988. | Дванаест жигосаних (серија)    |                         |
| 1988. | Загубљен говор (ТВ серија)     |                         |
| 1989. | Жена с крајоликом              |                         |
| 1989. | Најбољи                        | Невенова мајка          |
| 1989. | Човјек који је волио спроводе  | Зденка                  |
| 1995. | Испрани                        | Мајка                   |
| 1997. | Руско месо                     |                         |
| 1997. | Трећа жена                     | Фаника                  |
| 1997. | Чудновате згоде шегрта Хлапића | Иванова мајка           |
| 1998. | Три мушкарца Мелите Згањер     | Комшиница               |
| 1999. | Црвена прашина                 | Комшиница               |
| 1999. | Четвероред                     | Жена из Питомаче        |
| 2000. | Црна хроника или дан жена (ТВ) | Жена у трговини         |
| 2001. | Небо сателити                  | Жена у колони           |
| 2003. | Ту                             | Жена из ходника         |
| 2004. | Случајна супутница             | Гретина мајка           |
| 2006. | Рупа                           | Стјепанова мајка        |
| 2007. | Госпођа за прије               | Комшиница               |
| 2008. | Иза стакла                     |                         |
| 2009. | Закон! (серија)                | Пензионерка             |
| 2009. | Стипе у гостима                |                         |
| 2011. |                                |                         |
| 2011. | Корак по корак                 | Мајка младог газде      |
| 2011. | Јосеф                          | мадам                   |
| 2013. | На путу за Монтевидео          | Баруницина мајка        |
| 2013. | Шегрт Хлапић                   | Гргина мајка            |

## Награде
- Златна арена за најбољу главну женску улогу на Филмском фестивалу у Пули за улогу у филму Жива истина 1972. године.
- Сребрна арена за најбољу главну женску улогу на Филмском фестивалу у Пули за улогу у филму Љубица 1978. године.